# Wodnik królewski
Wodnik królewski (Rallus elegans) – gatunek średniej wielkości ptaka z rodziny chruścieli (Rallidae), zamieszkujący bagna Ameryki Północnej. Bliski zagrożenia wyginięciem.

## Systematyka
W przeszłości wodnik królewski był uznawany za jeden gatunek z: wodnikiem długodziobym (R. longirostris), cienkodziobym (R. tenuirostris), kalifornijskim (R. obsoletus) i karolińskim (R. crepitans); ostatnio już tylko z wodnikiem cienkodziobym, wydzielonym jako osobny gatunek na podstawie badań, których wyniki opublikowano w 2013 roku.
Obecnie wyróżnia się dwa podgatunki R. elegans:
- R. e. elegans Audubon, 1834 – południowo-wschodnia Kanada (skrajne południe prowincji Ontario) i wschodnie Stany Zjednoczone; zimuje na południe od zasięgu letniego aż po wschodni Meksyk.
- R. e. ramsdeni Riley, 1913 – Kuba i sąsiednia Isla de la Juventud.

## Morfologia
Długość ciała 38–48 cm; masa ciała: samce 340–490 (średnio 416) g, samice 253–325 (średnio 306) g.
Cynamonowy z wierzchu, policzki rdzawe. Ramiona i pierś jasnordzawe; boki z białymi i czarnymi prążkami tak jak u wodnika długodziobego, jednak czarne kreski na plecach i ogonie bardziej kontrastowe. Pokrywy podogonowe również białe.

## Zasięg, środowisko
Słodkowodne i słonawe bagna Ameryki Północnej, chętnie odwiedza pola ryżowe. Zimuje na słonych mokradłach wzdłuż wybrzeża od wschodnich USA na południe po wschodni Meksyk i Kubę.

## Ekologia i zachowanie
ZachowaniePodobnie jak inne wodniki podryguje ogonem. Pływa często i dobrze, mimo braku błon pławnych między palcami. Lata rzadko, z opuszczonymi nogami.
LęgiGniazdo buduje wśród roślinności bagiennej w płytkiej wodzie. Gniazdo to prosta platforma wznosząca się nad wodą. Podstawa większości gniazd zbudowana jest z mokrej, rozkładającej się roślinności, zaś sama platforma jest wykonana z martwych, suchych traw, turzyc lub sitowia. W zniesieniu zwykle 10–12 jaj, ich inkubacja trwa 21–23 dni. Młode są pokryte czarnym puchem. Opuszczają gniazdo już w pierwszym dniu po wykluciu. Są karmione przez oboje rodziców, a stają się w pełni niezależne po niecałych dwóch miesiącach od wyklucia.
PożywienieŻywi się głównie rakami, krabami skrzypkami i innymi małymi skorupiakami. Zjada także małże, ryby, żaby, małe węże, myszy, ryjówki, ważki, prostoskrzydłe, chrząszcze, owady wodne, owoce, żołędzie i nasiona roślin wodnych, w tym ryżu.

## Status
Międzynarodowa Unia Ochrony Przyrody (IUCN) uznaje wodnika królewskiego za gatunek bliski zagrożenia (NT – Near Threatened). Według szacunków organizacji Wetlands International, w 2014 roku liczebność populacji podgatunku elegans wynosiła 104–105 tysięcy osobników, a podgatunku ramsdeni 500–999 osobników. Globalny trend liczebności uznawany jest za spadkowy głównie ze względu na utratę, fragmentację i degradację siedlisk podmokłych.